# Listen to the Radio (Atmospherics)
Listen to the Radio (Atmospherics) is een nummer van de Britse zanger Tom Robinson. Het is de tweede single van het tweede soloalbum Hope and Glory uit 1984. Op 4 november 1983 werd het nummer op single uitgebracht in het Verenigd Koninkrijk en Ierland. In januari 1984 volgden Europa, Australië en Nieuw-Zeeland.

## Achtergrond
Na de voor hem succesvolle jaren '70, richtte Tom Robinson in 1980 een nieuwe band op, genaamd Sector 27. Ondanks een optreden met The Police wordt deze band een flop en een financieel debacle. Robinson besluit naar Hamburg te vluchten. Dit om de fiscus te slim af te zijn, en omdat zijn idool David Bowie naar Berlijn vluchtte in een mindere periode van zijn leven. Robinson leeft jarenlang in Hamburg onder de radar en speelt met een lokale band. Over deze tijd schreef Robinson "Listen to the Radio", samen met Peter Gabriel.
"Listen to the Radio" leverde Robinson in thuisland het Verenigd Koninkrijk een bescheiden hit op met een 39e positie in de UK Singles Chart. In het Nederlandse taalgebied was de plaat begin 1984 een stuk succesvoller.
In Nederland was de plaat op vrijdag 20 januari 1984 Veronica Alarmschijf op Hilversum 3 en werd een grote hit in de destijds drie hitlijsten op de nationale publieke popzender. De plaat bereikte de 3e positie in zowel de Nederlandse Top 40 als de TROS Top 50 en de 17e positie in de Nationale Hitparade. In de Europese hitlijst op Hilversum 3, de TROS Europarade, werd de 22e positie bereikt.  
In België bereikte de plaat de  6e positie in de voorloper van de Vlaamse Ultratop 50 en de 9e positie in de Vlaamse Radio 2 Top 30.

## NPO Radio 2 Top 2000
| Nummer met noteringen in de NPO Radio 2 Top 2000 | '99  | '00 | '01  | '02  | '03  |
| ------------------------------------------------ | ---- | --- | ---- | ---- | ---- |
| Listen to the Radio (Atmospherics)               | 1244 | -   | 1716 | 1630 | 1991 |

1. ↑  Een '-' betekent dat het nummer niet was genoteerd en een vetgedrukt getal geeft de hoogste notering aan.
2. ↑  Deze tabel is bijgewerkt tot en met de laatste editie (2024).